# Hermanne
Hermanne est un hameau de la commune belge de Durbuy situé en Région wallonne dans la province de Luxembourg.
Avant la fusion des communes, il faisait partie de la commune de Tohogne.

## Situation
Hermanne se trouve sur une ligne de crête (altitude 270 m) de la Famenne dominant la vallée encaissée du Néblon qui coule au nord-ouest. Il se situe entre les hameaux de Houmart et de Néblon-le-Pierreux (commune d'Ouffet) et à 5 km du centre de Hamoir.

## Tourisme et loisirs
Ce hameau essentiellement agricole possède des chambres d'hôtes et un gîte rural.